# Línea Lowell
La Línea Lowell (en inglés: Lowell Line) es una de las doce líneas del Tren de Cercanías de Boston. La línea opera entre las estaciones Estación del Norte y en Lowell, iniciando desde Boston, Massachusetts a Lowell, Massachusetts.